# Niceville
Niceville város az USA Florida államában, Okaloosa megyében. Lakosainak száma 15 772 fő (2020. április 1.).

## Népesség
A település népességének változása:

| 2010 | 12 749 |
| 2020 | 15 772 |